# Робеспьер (станция метро)
«Робеспье́р» (фр. Robespierre) — станция 9-й линии («Пон-де-Севр» — «Мэри-де-Монтрёй») парижского метрополитена. Находится в коммуне Монтрей, к востоку от Парижа.

## История
Открыта 14 октября 1937 года. По предложению Жака Дюкло, депутата Национального собрания Франции в 1936—1939 годах, была названа в честь Максимильена Робеспьера — одного из вождей Великой французской революции.
Пассажиропоток по станции по входу в 2011 году, по данным RATP, составил 4 317 097 человек. В 2013 году этот показатель вырос до 4 448 864 пассажиров (104 место по уровню входного пассажиропотока в Парижском метро)

## Пересадка на наземный транспорт
- Автобусы 318
- Noctilien N16, N34

## Галерея

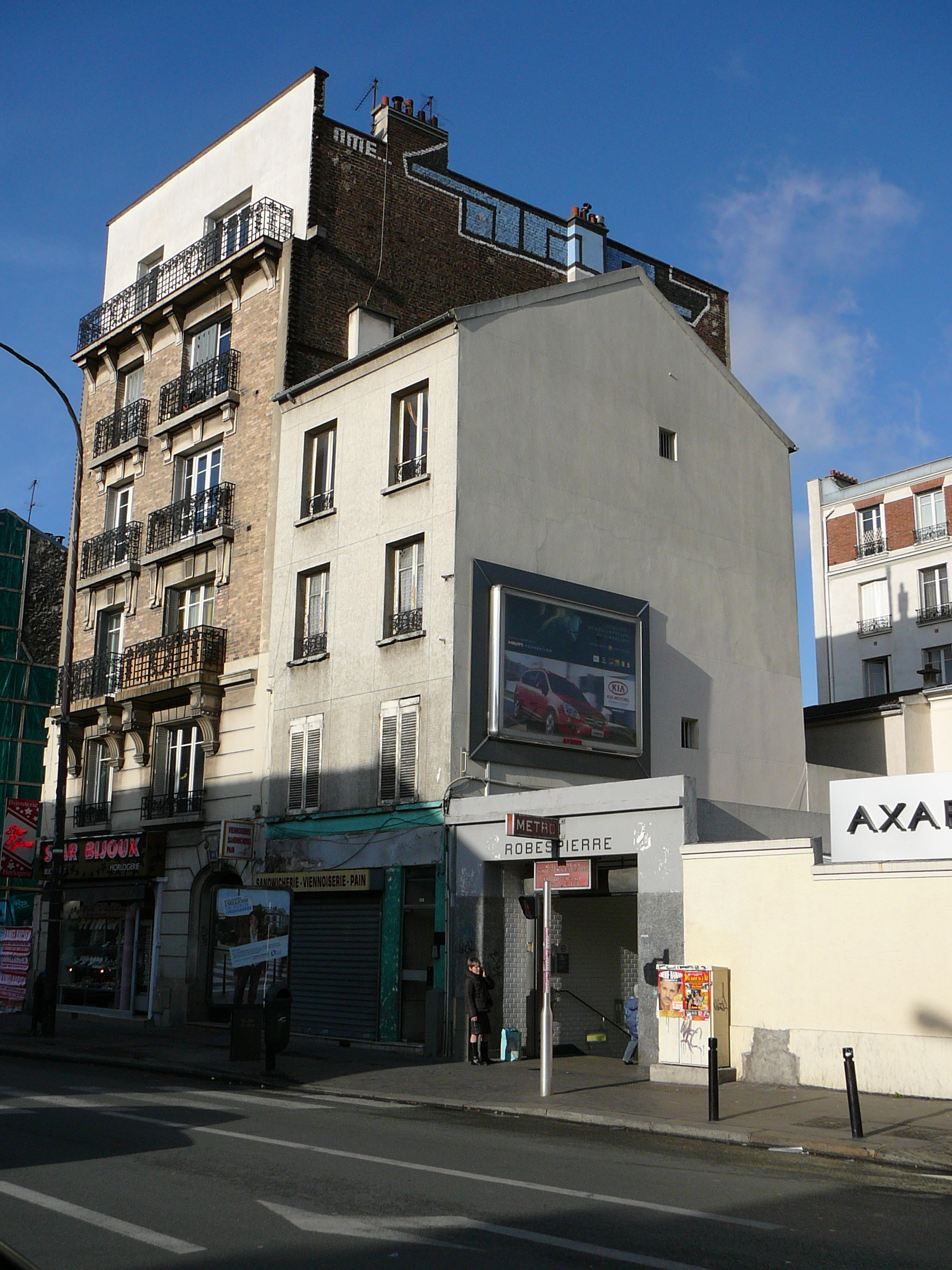
Вид на выход из метро на рю де Пари (Монтрёй)